# Apamea metamorpha
Apamea metamorpha är en fjärilsart som beskrevs av Charles Boursin 1960. Apamea metamorpha ingår i släktet Apamea och familjen nattflyn. Inga underarter finns listade i Catalogue of Life.